# اکایناک، کالسیک
اکایناک، کالسیک (به لاتین: Akkaynak, Kalecik) یک منطقهٔ مسکونی در ترکیه است که در استان آنکارا واقع شده‌است.